# Scrobigera semperi
Scrobigera semperi är en fjärilsart som beskrevs av Felder 1868-1874. Scrobigera semperi ingår i släktet Scrobigera och familjen nattflyn. Inga underarter finns listade.